# Saint-Étienne-sous-Bailleul
Saint-Étienne-sous-Bailleul – miejscowość i gmina we Francji, w regionie Normandia, w departamencie Eure.
Według danych na rok 1990 gminę zamieszkiwało 281 osób, a gęstość zaludnienia wynosiła 65 osób/km² (wśród 1421 gmin Górnej Normandii Saint-Étienne-sous-Bailleul plasuje się na 630. miejscu pod względem liczby ludności, natomiast pod względem powierzchni na miejscu 742.).